# Azur i Asmar
Azur i Asmar, títol original en francès Azur et Asmar, és un llargmetratge d'animació del cineasta francès Michel Ocelot, estrenat l'any 2006. Per primera vegada en la seva carrera, Michel Ocelot va produir un film enterament realitzat a través de computació gràfica.

## Sinopsi[1]
A l'edat mitjana europea, una nodrissa vinguda d'ultramar, ajuda en la criança del fill de l'amo de casa, Azur, petit nen ros d'ulls blaus, a qui cuida alhora que el seu propi fill Asmar, bru d'ulls negres. Arribats tots dos nens a l'edat en la qual un comença a tenir gelosia de l'altre respecte de l'amor maternal, el pare d'Azur envia al seu fill a la ciutat perquè visqui i estudiï amb un preceptor. I tot seguit, la nodrissa i el seu fill són acomiadats, perquè ja es podia prescindir dels seus serveis...
Deu anys més tard, Azur decideix travessar la mar, com el va fer abans el seu germà de llet, per a trobar i proposar matrimoni a la fada dels djinns (o fada dels genis), de qui la seva nodrissa tant li havia parlat i contat històries. Però durant el viatge, una ona el fa caure del vaixell, arribant finalment a una platja d'un país desconegut, on amb prou feines reconeix la parla de la seva nodrissa, i on ha de fugir dels seus habitants, que el rebutjaven a causa de l'anomenada « maledicció dels ulls blaus ». Fent-se passar per cec, vagabundeja pels camins fins que coneix a Crapoux, un captaire que parla bé la seva llengua, i que el guia a la recerca de les tres claus necessàries per a accedir a la fada dels genis.
Ja a la ciutat, Azur troba a la seva nodrissa, que s'havia dedicat al comerç i s'havia tornat rica. Malgrat el rancor latent d'Asmar contra el pare d'Azur per haver-los acomiadat a ell i a la seva mare, Jenane decideix de fer costat equitativament a tots dos, fins i tot en les seves pretensions de conèixer i casar-se amb la fada dels genis.

## Repartiment (veus)
- Cyril Mourali: Azur
- Karim M'Ribah: Asmar
- Hiam Abbass: Jenane, la nodrissa
- Patrick Timsit: Crapau
- Rayan Maoub: Azur (nen)
- Abdelsselem Ben Amar: Asmar (nen)
- Fatma ben Khelil: la princesa Chamsous Sabah
- Tissa Bensalah D'Avila: la fada dels jinns
- Sofia Boutella: la fada dels elfs
- Olivier Claverie: el prudent Yadoa
- Jacques Pater: el pare d'Azur
- Tayeb Belmihoub
- Franck-Olivier Bonnet
- Carlos Chahime
- Mohamed Damraoui
- Michel Élias
- Bouchra En Nasser
- Nicolas Lormeau
- Tassadit Mandi
- Sonia Mankaï
- Hamid Nasser
- Mohamed Ourdache
- Al Pariente
- Lahcen Razzougui
- Hichem Rostom
- Mahmoud Saïd
- Myriam Tekaïa
- Djemal Touidjine
- Hichem Yacoubi
- Omar Yami

## Producció

### Concepció
Aquest film està enterament fet per computadora. Com bé ho explica en els suplements del DVD del film, Crapoux és el personatge que mostra la dificultat d'integració del director, a la seva arribada a França en els anys 1950.
És per això que els diàlegs en àrab del film, no són ni subtitulats ni doblats.
La Chanson d'Azur et Asmar (La Cançó d'Azur et Asmar), adaptada en francès per Philippe Latger i Michel Ocelot), va ser escrita i interpretada per Souad Massi.

### Finançament[4]
Per a realitzar i acabar el film Azur et Asmar, l'empresa Nord-Ouest Production dels productors Christophe Rossignon i Philip Boëffard va reunir deu milions d'euros, entre ells un milió d'euros com a crèdit d'impostos acordador pel Ministeri d'Economia i Finances francès, atès que el film va ser produït a França.
Aquesta suma, més important que la requerida per un llargmetratge amb actors reals, explica el número important de financistas presents en el générique debut : dues cadenes de televisió (France 3 i Canal+), les regions Île-de-France i Roine-Alps, la distribuïdora Diaphana, i altres coproductors i organismes europeus.
Aquests suports van ser completats amb prevendes per a la difusió del film en 35 països signades abans de la avant-première al 59è Festival Internacional de Cinema de Canes, on el film va ser presentat durant la Quinzaine des réalisateurs. Al Japó, el film va ser distribuït pel Studio Ghibli.

### Difusió a l'estranger
El film va tenir dificultats per a trobar un distribuïdor als Estats Units, per causa de l'escena de alletament dels dos bebès per part de Jenane, en el començament del film, que va ser considerada « inmonstrable » pels distribuïdors estatunidencs.
Des d'Alemanya, es va proposar a Michel Ocelot de doblegar tots els diàlegs del film en alemany. Però atès que una gran part de l'àudio havia estat feta en àrab clàssic en la versió original, Michel Ocelot va preferir perdre un bon distribuïdor alemany acceptant un altre més modest, per a així no haver de mutilar la seva obra.

## Banda sonora
La música ha estat composta pel libanès Gabriel Yared excepte una cançó curta composta i interpretada per Afida Tahri; Souad Massi contribueix a la veu i les lletres al tema final compost per Yared "La Chanson d'Azur et Asmar." La partitura va ser nominada al César a la millor música original als Premis César 2007.

## Premis i distincions
- AniMovi: Premi al millor llargmetratge d'animació en el "Festival International du Film d'Animation de Stuttgart" (Internationales Trickfilm Festival Stuttgart –ITFS–) (Alemanya) (2007).[7]

## Videojoc
El film també va ser adaptat en un videojoc, titulat Azur et Asmar.